# Pistacia narbonnensis
Pistacia narbonnensis är en sumakväxtart som beskrevs av Carl von Linné. Pistacia narbonnensis ingår i släktet Pistacia och familjen sumakväxter. Inga underarter finns listade i Catalogue of Life.